# Gillersmossen
Gillersmossen är en sumpmark i Finland. Den ligger i Borgå i landskapet Nyland, i den södra delen av landet, 60 km nordost om huvudstaden Helsingfors.